# St. Margarethe (Oberlemnitz)

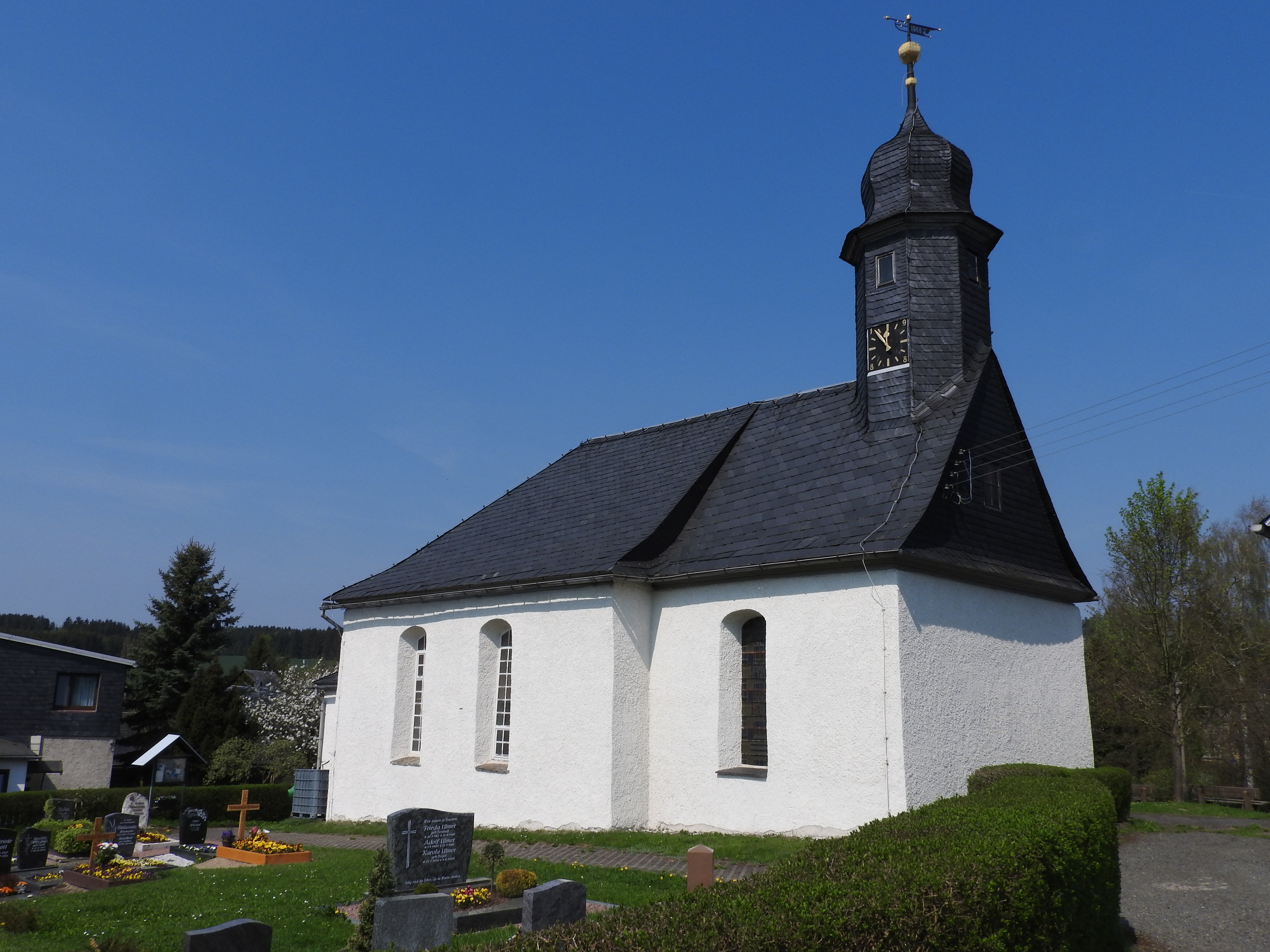
St. Margarethe

Die evangelisch-lutherische, denkmalgeschützte Dorfkirche St. Margarethe steht in Oberlemnitz, einem Ortsteil der Stadt Bad Lobenstein im Saale-Orla-Kreis in Thüringen. Die Kirchengemeinde Oberlemnitz gehört zum Pfarrbereich Bad Lobenstein im Kirchenkreis Schleiz der Evangelischen Kirche in Mitteldeutschland.

## Beschreibung
Die rechteckige Saalkirche wurde 1738 aus Bruchsteinen des Vorgängerbaus mit Benutzung der älteren Mauern im Ostteil erbaut. Sie hat einen eingezogenen quadratischen Chor, der mit einem schiefergedeckten Satteldach bedeckt ist, aus dem sich ein achteckiger Dachreiter erhebt, der eine bauchige Haube trägt. In ihm hängen zwei Glocken, die 1780 und 1781 vom Schleizer Glockengießer Johann Heinrich Graulich gegossen wurden. Das Langhaus ist mit einem abgewalmten Satteldach bedeckt. In einem Vorbau im Westen befindet sich das Vestibül mit dem Portal. 
Das Kirchenschiff mit seinen Emporen ist mit einer hölzernen Flachdecke überspannt. Der Innenraum wird durch korbbogige Fenster erhellt. Das Kirchenschiff und der Chor sind ohne Triumphbogen miteinander verbunden. Die einfache Kirchenausstattung entstammt der Bauzeit. Die Kanzel im Renaissance-Stil hinter dem Altar ist aus dem 17. Jahrhundert. Die korinthischen Säulen der Kanzel ruhen auf Postamenten. Im Sockel zwischen Pfeilern befindet sich ein Gemälde des Abendmahls. Das sechseckige hölzerne Taufbecken stammt aus dem 18. Jahrhundert. Ein aus Holz geschnitzter Kronleuchter, mit zwei Reihen von je acht gewundenen Lichterträgern, gilt als naive Bauernkunst.

## Orgel

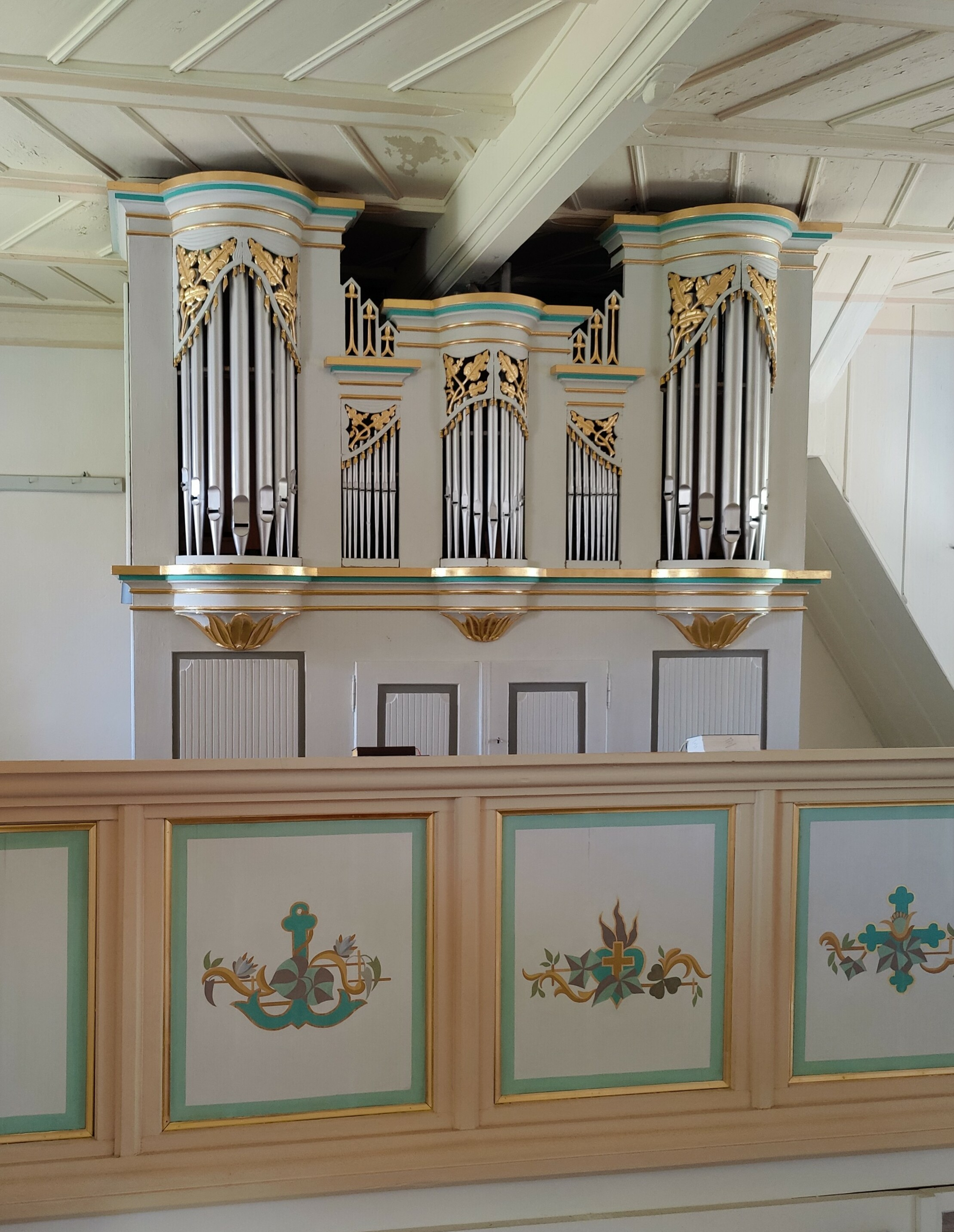
Orgel

Die Orgel mit 7 Registern, verteilt auf ein Manual und Pedal, wurde im Zuge der Kirchenrenovierung 1838 vom Orgelbaumeister Johann Heinrich Schilling aus Schleiz gebaut. Sie hat folgende Disposition:
| Manual C–d3     |    |
| Principal       | 8′ |
| Gedackt         | 8′ |
| Viola di Gamba  | 8′ |
| Flauto traverso | 8′ |
| Principal       | 4′ |
| Octave          | 2′ |

| Pedal C–c1 |     |
| Subbaß     | 16′ |

- Koppel: Man/P
- Nebenregister: Kalcanten-Klingel, Schwebung